# Pucho Brown
Henri „Pucho“ Brown (* 1. November 1938 in Harlem (New York); † 21. September 2022 ebenda) war ein amerikanischer Perkussionist (Timbales), der vor allem als Leader der Band Pucho & His Latin Soul Brothers bekannt wurde.

## Leben und Wirken
Brown gründete nach der Highschool die eigene Band Los Locos Diablos und spielte seit 1955 Jahren im Sextett von Joe Panama und dann kurzzeitig bei Joe Cuba. 1959 gründete er seine Band Cha Cha Brothers, in der viele Musiker spielten, die zuvor bei Panama tätig waren. Die Band coverte bekannte Titel von Herbie Hancock, Duke Ellington, John Barry, den Temptations oder den Beatles, und interpretierte sie ebenso wie eigenes Material in einem eigenen Latin-Jazz-Flair. 1963 entstanden erste Aufnahmen der Band, zu der Musiker wie Chick Corea, Hubert Laws sowie später Harold Alexander, Neal Creque und Cornell Dupree gehörten; zwischen 1966 und 1970 entstanden unter dem Namen Soul Brothers sieben Alben für Prestige Records, teilweise mit Sänger Jackie Soul. Des Weiteren war Brown auch an Aufnahmen von Gene Ammons (Night Lights) beteiligt.
Browns Band, die zunächst ausgehend vom Hardbop und Soul Jazz entscheidend zum Latin Soul beitrug und insbesondere als Live-Band sehr erfolgreich war, öffnete sich sogar der psychodelischen Popmusik. Viele Mitglieder der Latin Soul Brothers spielten später bei Tito Puente und Mongo Santamaría. 1973 löste Brown die Band auf und spielte die nächsten Jahre Latin-Musik in den Catskill Mountains. Nach der Wiederentdeckung von Browns Musik im britischen Acid Jazz formierte er 1995 seine Band neu und spielte mehrere Alben ein wie Groovin’ High, Mucho Pucho und El Nino, mit Gastmusikern wie Steve Berrios, Lawrence Killian und Joe Locke.
2003 wurde Brown in die International Latin Music Hall of Fame aufgenommen (als nach Dizzy Gillespie zweiter Afroamerikaner überhaupt).

## Diskographische Hinweise
- Tough! (Prestige, 1966)
- Saffron Soul (Prestige, 1966)
- Big Stick (Prestige, 1967)
- Shuckin' and Jivin (Prestige, 1967)
- Heat! (Prestige, 1968)
- Dateline (Prestige, 1969)
- Jungle Fire (Prestige, 1970)
- Super Freak (Zanzee, 1972)

## Lexigraphische Einträge
- Wolf Kampmann, unter Mitarbeit von Ekkehard Jost (Hrsg.): Reclams Jazzlexikon. Reclam, Stuttgart 2003, ISBN 3-15-010528-5.